# باولو تروبيتسكوي
باولو بتروفيتش تروبيتسكوي (بالروسية: Павел Петрович Трубецкой، وبالإيطالية: Paolo Petrovich Troubetzkoy) (مواليد فربانيا 15 فبراير 1866 — توفي فربانيا 12 فبراير 1938) هو فنان ونحّات روسي وصفه الكاتب والأديب الأيرلندي البارز جورج برنارد شو بأنهُ «النحّات الأكثر إدهاشاً في العصور الحديثة» على حدِ تعبيره.

## سيرته

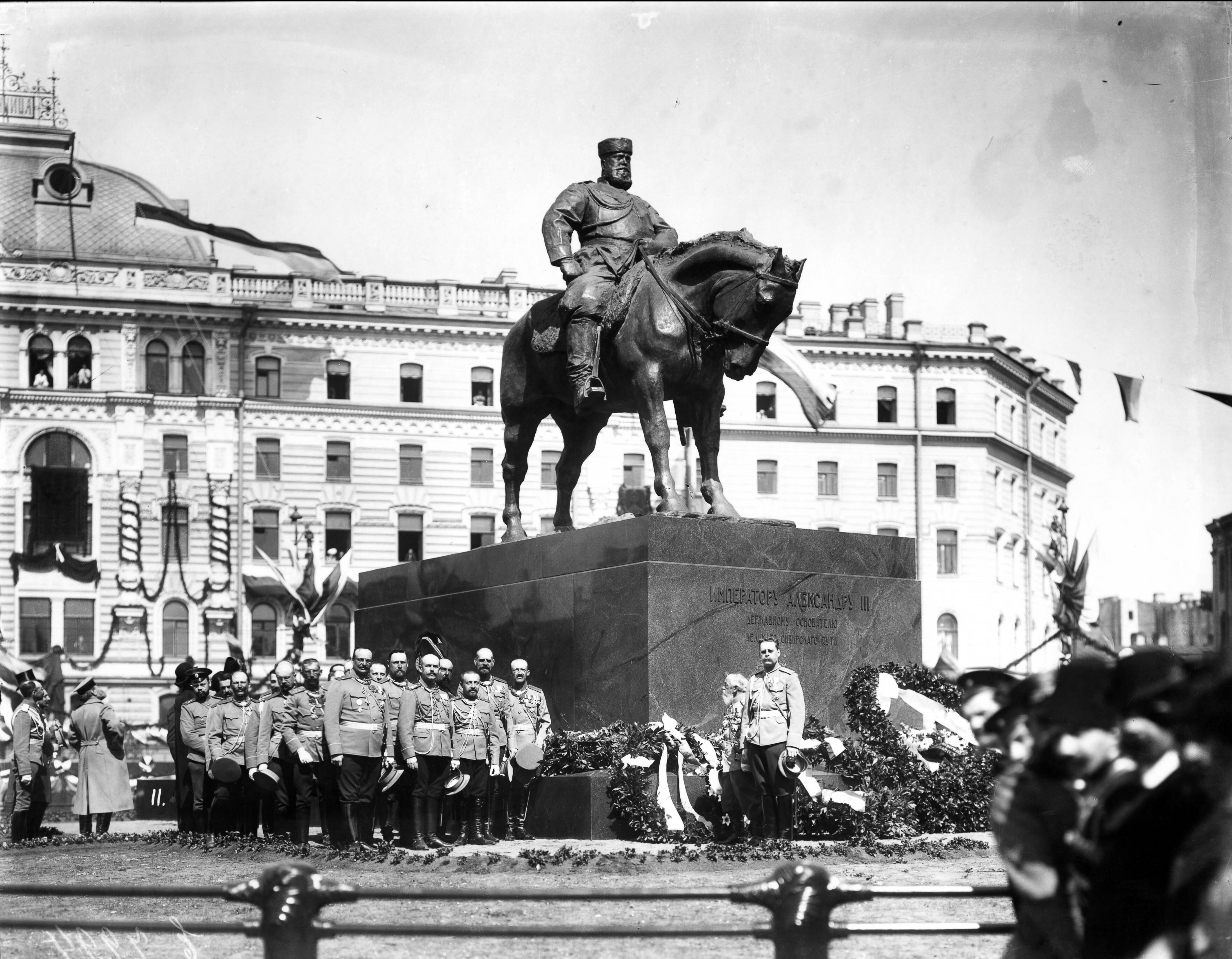
افتتاح نصب ألكسندر الثالث في سانت بطرسبرغ بتاريخ 23 مايو عام 1909

كان ابن الدبلوماسي الروسي الأمير بيتر تروبيتسكوي (1822–1892). عمِلَ في كل من إنجلترا وروسيا والولايات المتحدة وإيطاليا، وكان تروبيتسكوي فناناً عصامياً حيث علَّم نفسهُ بنفسه إلَّا أن تعلمه لفن النحت كان على يد النحّات الإيطالي جوزيبه غراندي (1843–1894). يرتبط اسم تروبيتسكوي بالمدرسة الانطباعية بسبب قدرته على استدراك ونقل الحركات قليلة التفاصيل في أعماله البرونزية. تأثر كثيراً بأعمال كل من النحّاتيّن أوغوست رودان وميداردو روسو. فصوَّرت كثير من أعماله مظاهر وأحوال مجتمع الحقبة الجميلة. وما زالت حفنة من أعماله متاحة في السوق، ولعل أحد أشهر أعماله هي لوحة بورتريه للكاتبة والراقصة البريطانية كونستانس ستيوارت ريتشاردسون (1883–1932)، يبلغ ارتفاعها 35 سنتميتر وتحمل اللوحة اسم «الراقصة».
يعد نصب الفروسية للتسار الروسي ألكسندر الثالث والموجود في مدينة سانت بطرسبرغ أحد أشهر وأكبر أعماله النحتية. اُفتتِحَ النصب في شارع نيفسكي وسط المدينة عام 1909. قامت الحكومة السوفييتية بإزالة التمثال من الشارع الرئيسي بعد اندلاع الثورة الروسية عام 1917، ناقلةً إياه إلى خلف المتحف الروسي في سانت بطرسبرغ. ونُقِل النصب ليُوضع أمام قصر الرخام بعد انهيار الاتحاد السوفيتي عام 1994.

## حياته الشخصية
تزوج تروبيتسكوي مرتين فكان زواجه الأول من امرأة سويدية تدعى إلين سوندستروم (1883–1927)، أمَّا زواجه الثاني فكان من امرأة بريطانية تدعى مورييل ماري بودام. كان له ابن فارق الحياة وهو لم يزل في سنِ السنة والنصف من العمر.

### النباتية
لقد كان تروبيتسكوي نباتياً حتى أن صديقه برنارد شو علَّق في إحدى المرات قائلاً: «إن تروبيتسكوي لشخص إنساني عملاق ومرعب أمكنهُ فعل أي شيء مع حيوان عدا أن يأكلهُ».
كتبت ألكسندرا تولستايا ابنة الروائي الروسي الشهير ليو تولستوي في سيرة والدها: «طرح من حينٍ لحينٍ - التزاماً متعباً - تجاه الرسامين والنحاتين: لريبين وباسترناك الذي قام بدراسةٍ للعائلة وأرونسون وباولو تروبيتسكوي. قام تروبيتسكوي وهو روسي تلقى تعليمه في إيطاليا، ببعض التماثيل الصغيرة الرائعة لتولستوي - أحدها وهو على ظهر الخيل. كان أبتاه مولعاً به. إنه شخصٌ عذب وبسيط بالإضافة إلى هداياه العظيمة، فعلياً لم يقرأ شيئاً وتكلم قليلاً، كامل حياته مدثرة في فن النحت. ولا يأكل لحماً كونه نباتياً على قناعة ولكن إذا ما قدّم له أحداً ما بعضاً منها صاح قائلاً: "لا آكلُ من جثة!". وكان في استديوه الخاص بسانت بطرسبورغ حديقة حيوان كاملة: دب وثعلب وحصان وذئب نباتي.»
قال تروبيتسكوي في إحدى المرات: «بما أنني لا أستطيع القتل فأنا لا أستطيع تخويل الآخرين بالقتل. هل ترى؟ إذا كنت تشتري من جزار فأنت تأذن له بالقتل - يقتل الكائنات البائسة الضعيفة، وهو ما لا أستطيع لا أنا ولا أنتَ أن تقتل أنفسنا.»

## معرض الصور

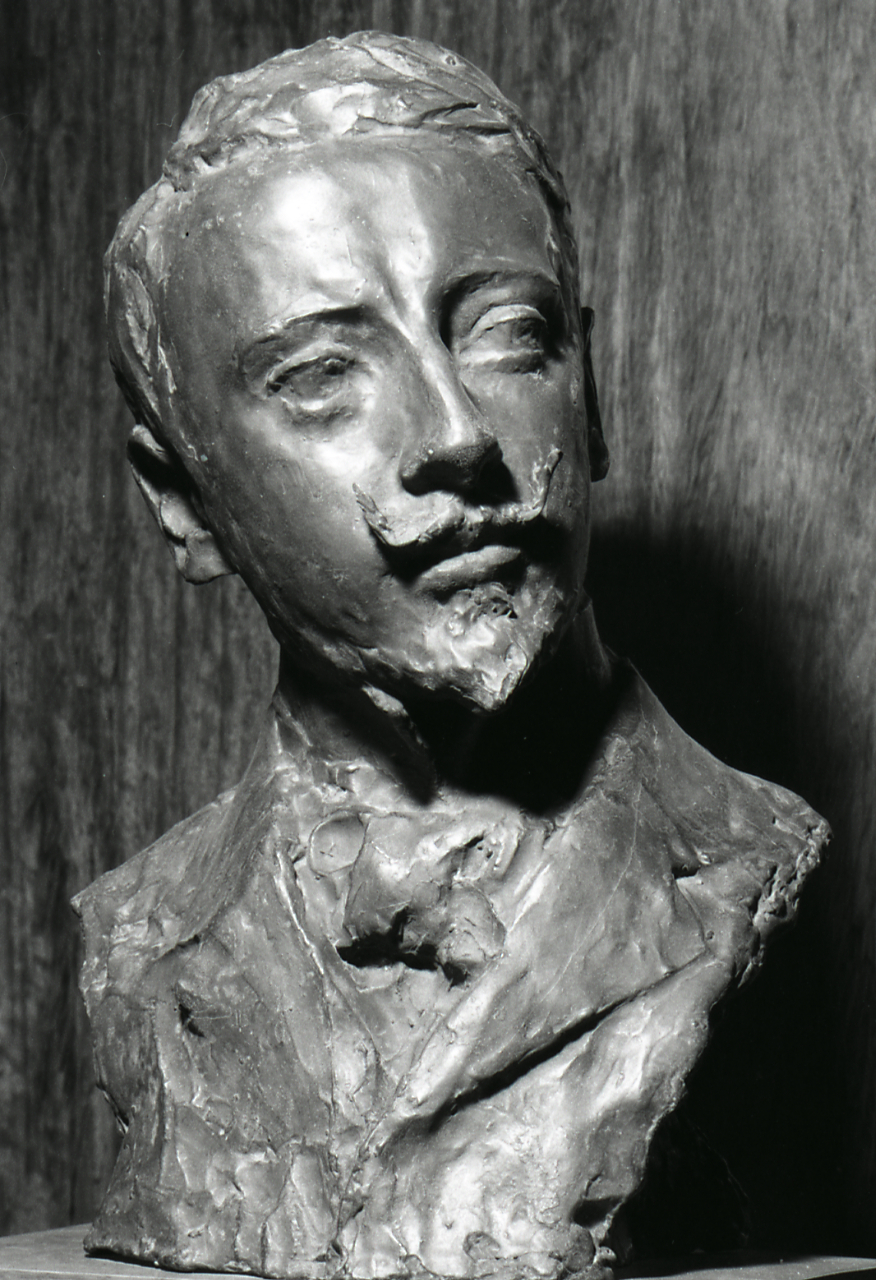
تمثال نصفي لغابرييل دانونزيو (1892).
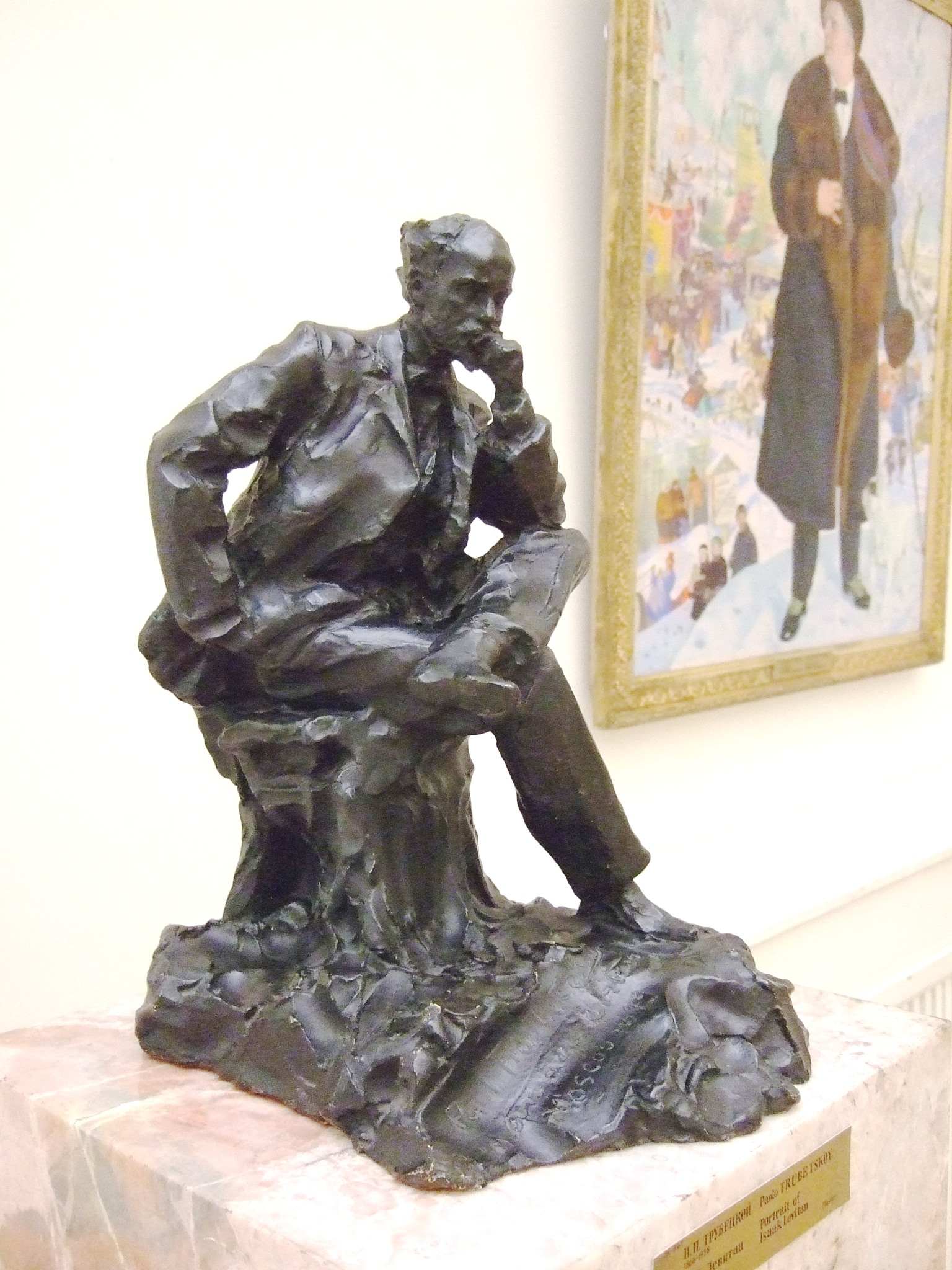
إسحاق ليفيتان (1899)
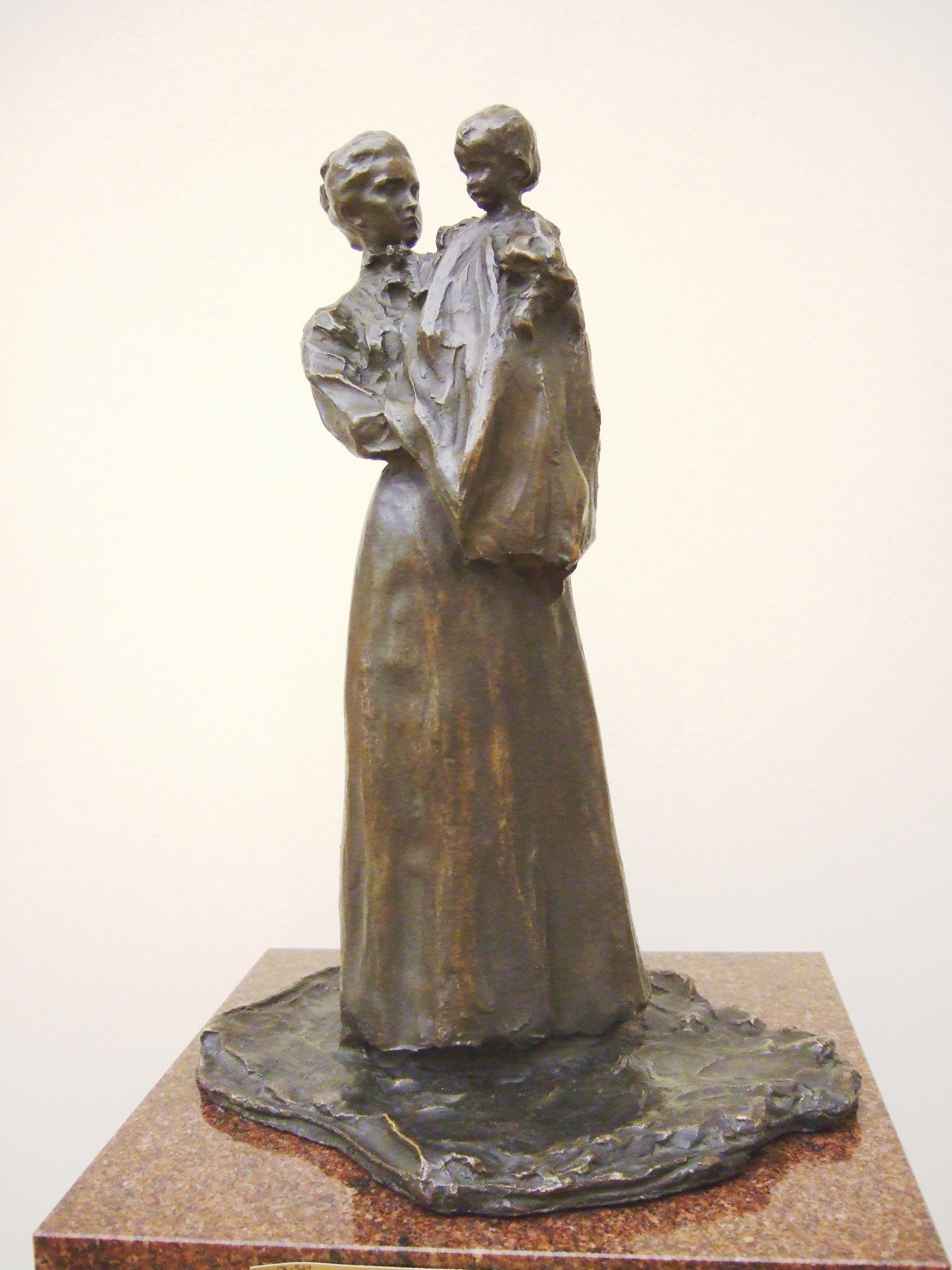
الأميرة غاغارينا مع ابنتها مارينا (1898)
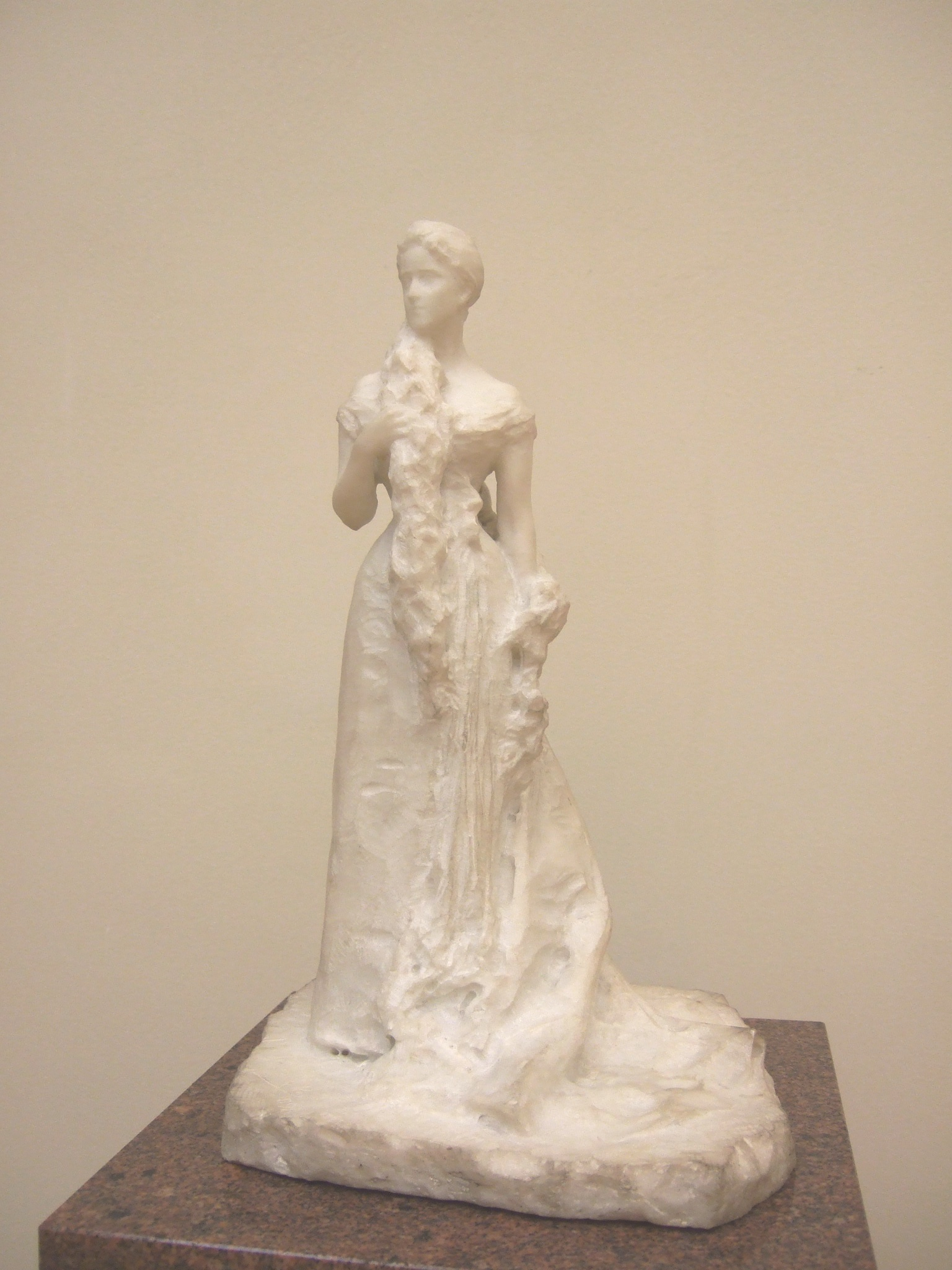
الدوقة الكبرى إليزابيث فيودورفنا (1899)
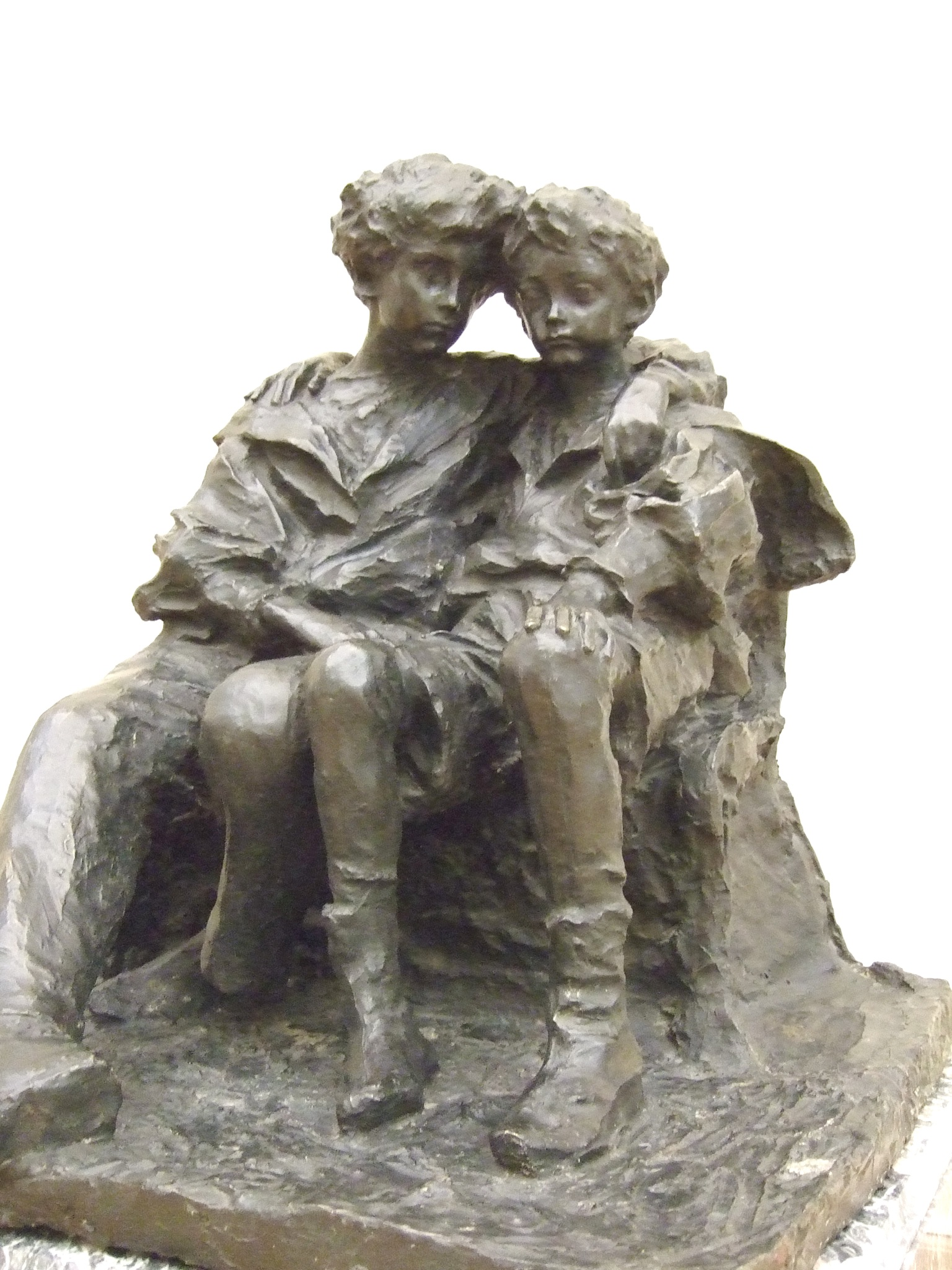
«أطفال» (1900)
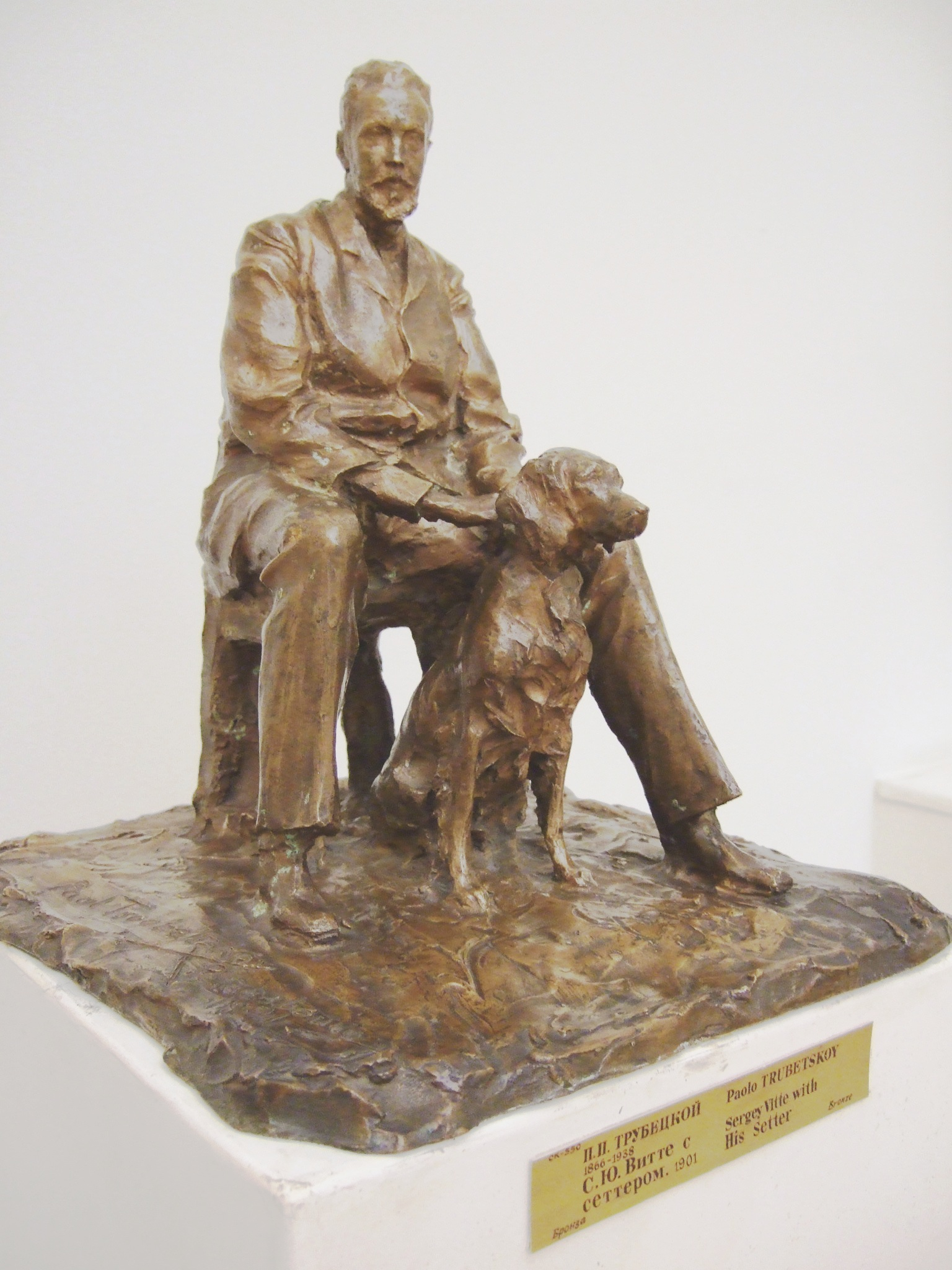
سيرجي ويت مع أخته (1901)
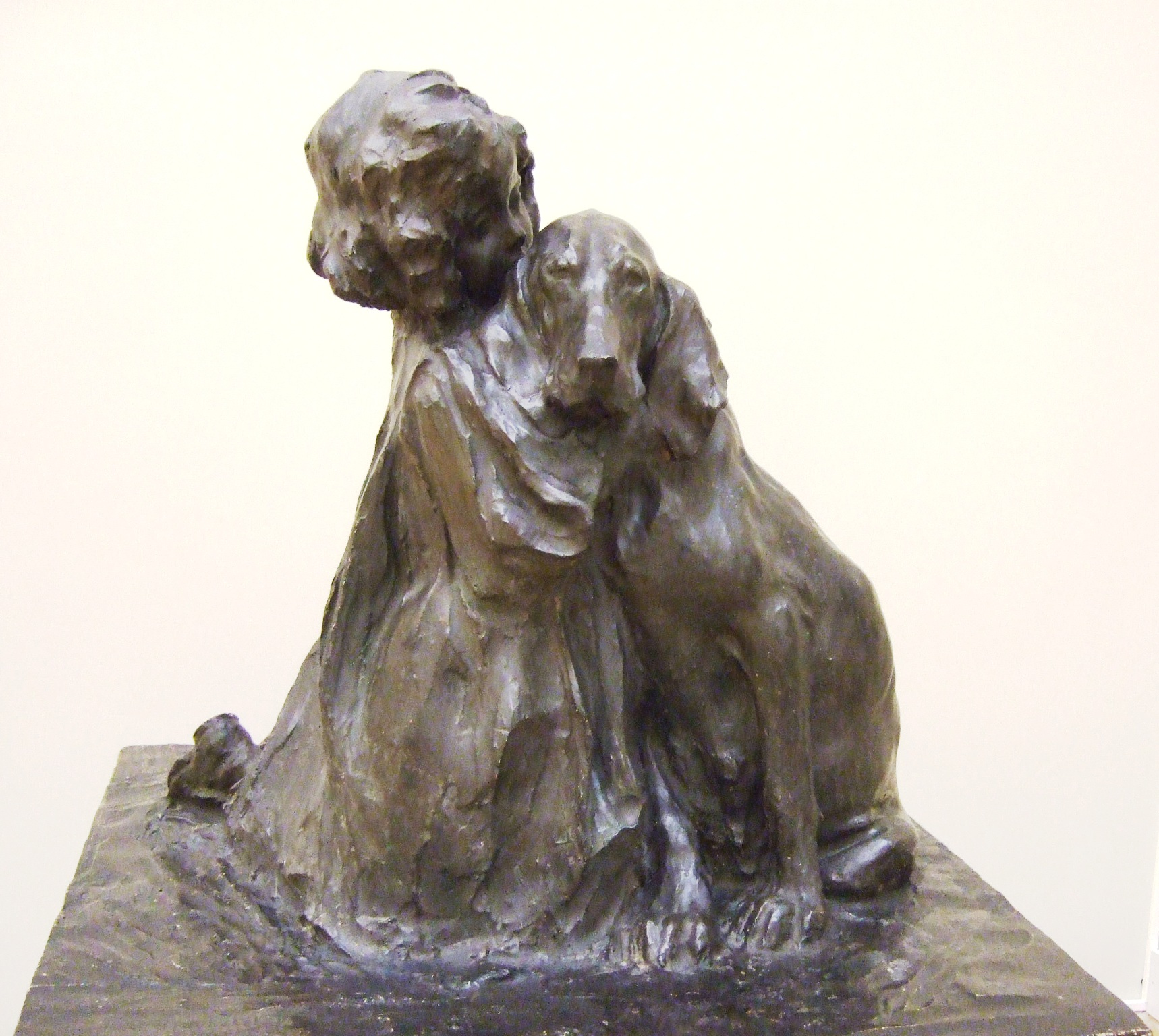
«أصدقاء» (1901)
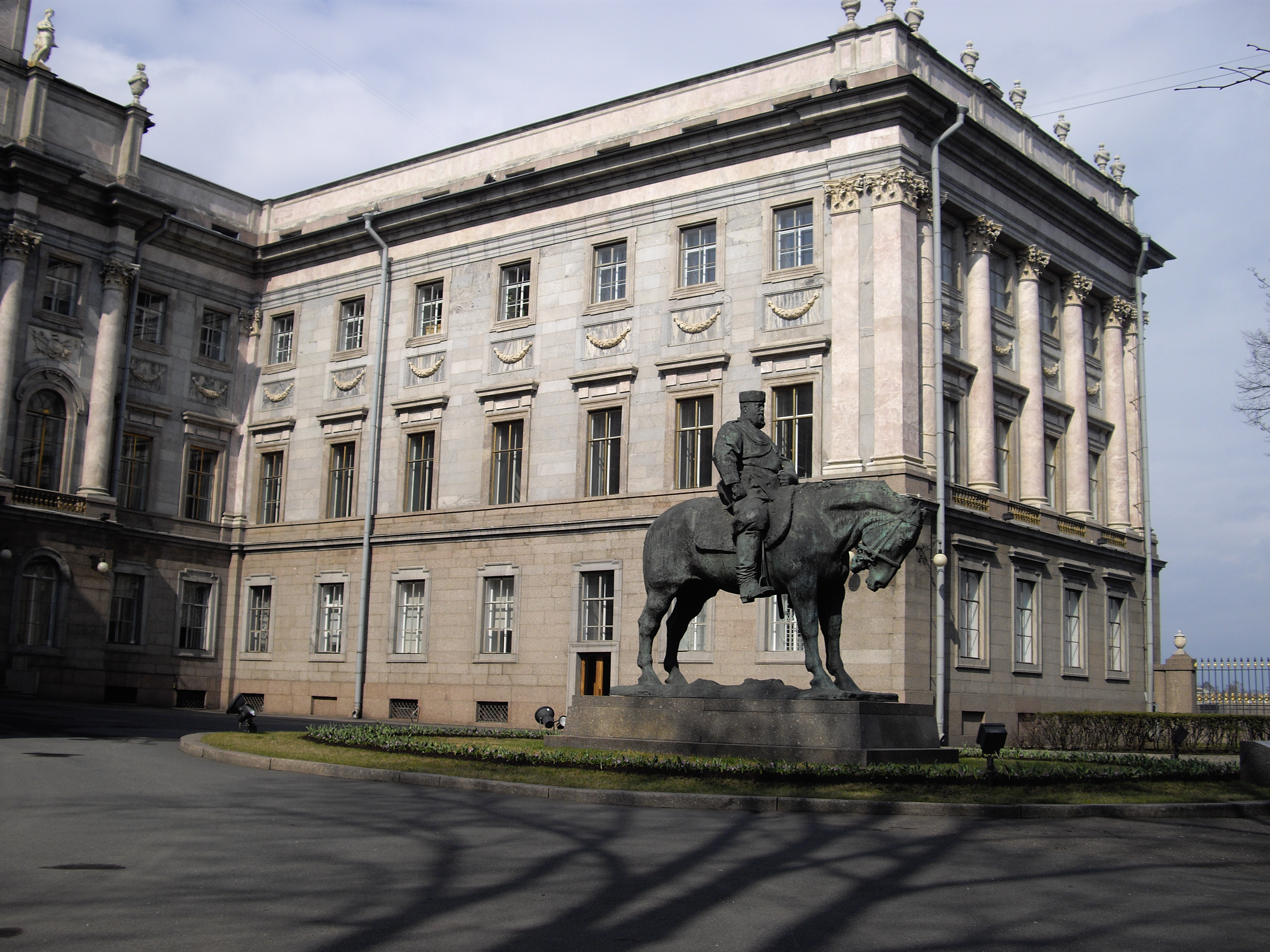
نصب ألكسندر الثالث أمام قصر الرخام
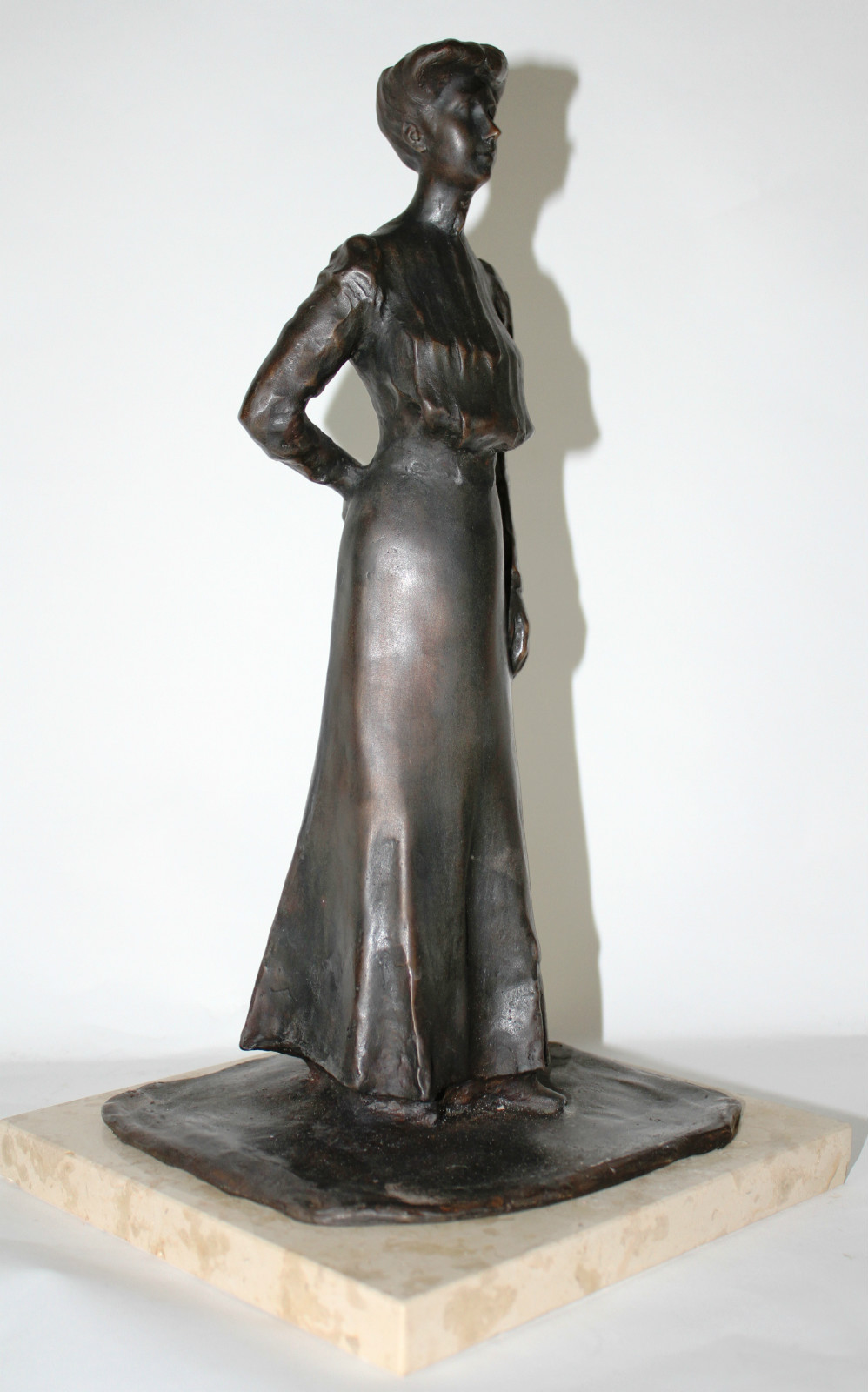
«سيدة واقفة» (1927)

## مزيد من القراءة
- Prince Paul Troubetzkoy: The Belle Epoque Captured in Bronze. London: Sladmore Gallery. 2008. ISBN:1901403319.

## وصلات خارجية
- باولو تروبيتسكوي على موقع أوليمبيديا (الإنجليزية)
- باولو تروبيتسكوي (صور جوجل)
- باولو تروبيتسكوي (كتالوج معرض)